# Michael Walford
Michael Moore Walford (27. studenog 1915. – 16. siječnja 2002.) je bivši britanski hokejaš na travi i kriketaš.
Osvojio je srebrno odličje igrajući za Uj. Kraljevstvo na hokejaškom turniru na Olimpijskim igrama 1948. u Londonu. Odigrao je svih pet susretâ na mjestu veznog igrača.
Također je igrao i kriket za Somerset.

## Vanjske poveznice
- Profil na DatabaseOlympics
- Profil na CricInfu